# Николо-Дуниловский сельсовет
Николо-Дуниловский сельсовет — упразднённая административно-территориальная единица, существовавшая на территории Московской области в 1929—1984 годах.
Николо-Дуниловский сельсовет был образован в 1929 году в составе Шаховского района Московского округа Московской области путём объединения Дуниловского и Никольского с/с бывшей Серединской волости Волоколамского уезда.
14 июня 1954 года к Николо-Дуниловскому с/с был присоединён Куколовский с/с.
1 февраля 1963 года Шаховской район был упразднён и Николо-Дуниловский с/с вошёл в Волоколамский укрупнённый сельский район.
11 января 1965 года Шаховской район был восстановлен и Николо-Дуниловский с/с вновь вошёл в его состав.
25 октября 1984 года Николо-Дуниловский с/с был упразднён, а его территория в полном составе передана в Косиловский с/с.